# São Paulo (A12)
São Paulo (A12) je nosač zrakoplova klase Clemenceau trenutno u službi Brazilske ratne mornarice i njezin admiralski brod. Zamijenio je nosač Minas Gerais iz vremena Drugog svjetskog rata koji je bio u službi više od 40 godina. São Paulo je prvi puta uveden u službu 1963. godine u Francusku mornaricu pod nazivom Foch, a prodan je Brazilu 2000. godine.